# Херцфельд, Энди
Энди Херцфельд (англ. Andy Hertzfeld; род. 6 апреля 1953, Филадельфия, Пенсильвания) — американский программист и изобретатель, старший программный архитектор ОС для Macintosh в 1981 году.

## Биография
Родился в 1953 году в Филадельфии. В 1975 году получил степень бакалавра информатики в Брауновском университете и поступил в магистратуру Калифорнийского университета в Беркли. В 1978 году он приобрёл персональный компьютер Apple II и вскоре начал писать для него программы. В 1979 году он был взят на работу компанией Apple Computer в качестве системного программиста и разработал встроенное программное обеспечение для принтера Apple SilentypeApple Silentype и видеокарты Sup'R'Terminal. В начале 1980-х он пригласил свою университетскую знакомую Сьюзен Кэр присоединиться к команде разработчиков Apple Computer в качестве графического дизайнера.
В феврале 1981 года Стив Джобс включил Энди Херцфельда по его просьбе в команду разработчиков Macintosh. Работая на Гая Триббла вместе с Биллом Аткинсоном и Бареллом Смитом, Херцфельд стал старшим программным архитектором Mac OS, совершившей революцию благодаря тому, что в ней был введён графический интерфейс пользователя.
В 1984 году Энди Херцфельд расстался с Apple Computer. После этого он принял участие в создании ещё трёх компаний — Radius (1986), General Magic (1990) и EazelEazel (1999). В Eazel он помог создать файловый менеджер Nautilus для среды рабочего стола GNOME. В 2002 и 2003 годах он добровольно работал для Open Source Applications Foundationn, написав первые прототипы персонального информационного менеджера Chandler. В начале 2004 года Херцфельд создал сайт folklore.org, на котором публиковал мемуары (с участием других членов команды) о процессе создания первых Macintosh. С августа 2005 года стал работать в компании Google. Принимал участие в создании социальной сети Google+.